# Joe Dial
Joe Dial (né le 26 octobre 1962 à Marlow) est un athlète américain spécialiste du saut à la perche.

## Biographie
Vainqueur des Championnats des États-Unis 1985 avec 5,72 m, Joe Dial se distingue en début d'année suivante en établissant une nouvelle meilleure marque mondiale du saut à la perche avec 5,91 m, améliorant de deux centimètres la marque de son compatriote Billy Olson. Auteur d'un record personnel en plein air de 5,96 m, établi le 18 juin 1987 à Norman, l'Américain remporte cette même année son deuxième titre national avec la marque de 5,80 m. 
En 1989, Joe Dial monte sur la troisième marche du podium des Championnats du monde en salle avec un saut à 5,70 m, s'inclinant face aux Soviétiques Rodion Gataullin et Grigoriy Yegorov. Il participe aux Championnats du monde de Tokyo, en 1991, mais ne parvient pas à se qualifier pour la finale.
Il est actuellement à la tête de la section athlétisme de l'Université Oral Roberts de Tulsa en Oklahoma.

## Palmarès
| Année | Compétition                    | Lieu     | Résultat | Performance |
| ----- | ------------------------------ | -------- | -------- | ----------- |
| 1985  | Jeux mondiaux en salle         | Paris    | 8e       | 5,40 m      |
| 1989  | Championnats du monde en salle | Budapest | 3e       | 5,70 m      |

- Vainqueur des Championnats des États-Unis d'athlétisme en 1985 et 1987